# إنتر ميلان موسم 2012–13
وهوموسم كرة القدم لنادي إنتر ميلان يشارك في موسم 2012-13 في دوري الدرجة الأولى الإيطالية الأولى لكرة القدم. كما أنه سيشارك في دوري أبطال أوروبا وكأس إيطاليا.